# 大岩洞乡
大岩洞乡，是中华人民共和国四川省凉山彝族自治州雷波县曾经下辖的一个乡。2020年6月，撤销大岩洞乡，原大岩洞乡所属行政区域为宝山镇的行政区域。

## 行政区划
大岩洞乡撤销前下辖以下地区：
大岩洞村、中南村、半坡村、刺竹坪村和兰家弯村。